# ظبيان جعدي
ظبيان جعدي (الاسم العلمي: Senegalia rugata)، شجيرة شوكية متسلقة موطنها الأصلي الصين وآسيا الاستوائية، وهي شائعة في السهول الدافئة في وسط وجنوب الهند. وهي مشهورة بكونها مادة خام للشامبو، وغالباً ما تؤكل أوراقها وبراعمها الصغيرة. تظهر الأدلة النباتية الأثرية استخدامها للعناية بالشعر في طبقات ما قبل هارابا في بناولي، منذ حوالي 4500-4300 سنة.

## الوصف
شجرة متسلقة خشبية، أو شجيرة، أو شجرة صغيرة يصل ارتفاعها إلى 5 أمتار (16 قدمًا)، ولها أشواك عديدة. أوراقها ثنائية الشكل. زهورها قشدية إلى صفراء شاحبة، براعمها تكون حمراء إلى حمراء أرجوانية وعندما تكون الأزهار مفتوحة فإنها تظهر بالون القشدة. قرون البذور مميزة. عندما تكون طازجة، تكون ناعمة وسميكة ولحمية؛ إلا أنها عندما تجف تصبح مجعدة وسوداء وصلبة جدًا.

## التوزيع
موطن هذا النوع هو آسيا، بما في ذلك الصين. تشمل البلدان والمناطق الأصلية لها ما يلي: بابوا غينيا الجديدة (شرق غينيا الجديدة)؛ إندونيسيا (بابوا الغربية، جزر كاي، سولاوسي، جزر سوندا الصغرى، ملقا، جاوة، سومطرة)؛ الفلبين؛ ماليزيا (شبه جزيرة ماليزيا)؛ تايلاند؛ كمبوديا؛ فيتنام؛ الصين (غوانغدونغ، يونان)؛ لاوس؛ ميانمار؛ الهند (جزر أندمان، آسام)، بنغلاديش، نيبال، شرق الهملايا. لقد أُدخل/جُنِّس في البلدان/المناطق التالية: كاليدونيا الجديدة؛ أستراليا (كوينزلاند)؛ اليابان (أوكيناوا)؛ لا ريونيون؛ مدغشقر؛ سيشيل؛ البرازيل (جنوب شرق)؛ جامايكا.
هذا النوع يعتبر من النباتات الغازية في كثير من البلدان حول العالم، بما في ذلك كاليدونيا الجديدة.

## الموئل والبيئة
في الفلبين يتواجد النبات في غابات منخفضة ومتوسطة الارتفاع. ينمو هذا النوع في الغابات وداخل القرى في مقاطعة محافظة تشيانغ مي، تايلاند. ينمو الظبيان الجعدي في الغابات أو الغُيُول في الصين، وأكثر شيوعًا بالقرب من المجاري المائية في الوديان، على ارتفاع يتراوح بين 880 و1500 متر (2890 و4920 قدمًا).
تعتبر شجرة الظبيان الجعدي غذاء ليرقات فراشة البحار الشائع (Pantoporia hordonia).

## علم النبات الأثري
في طبقات ما قبل هارابا في بناولي (2750-2500 قبل الميلاد)، أُكتشف في هاريانا عن آثار لخليط الشيكاكاي مع شجرة الصابون والأملج (عنب الثعلب الهندي)، مما يدل على الجذور القديمة للنظافة في جنوب آسيا.